# Matrosivka, Kirovske
Matrosivka (în ucraineană Матросівка) este un sat în comuna Abrîkosivka din raionul Kirovske, Republica Autonomă Crimeea, Ucraina.

## Demografie
Componența lingvistică a localității Matrosivka
     Rusă (58,67%)
     Tătară crimeeană (32,67%)
     Ucraineană (4,67%)
Conform recensământului din 2001, majoritatea populației localității Matrosivka era vorbitoare de rusă (58,67%), existând în minoritate și vorbitori de tătară crimeeană (32,67%) și ucraineană (4,67%).